# Lovaart

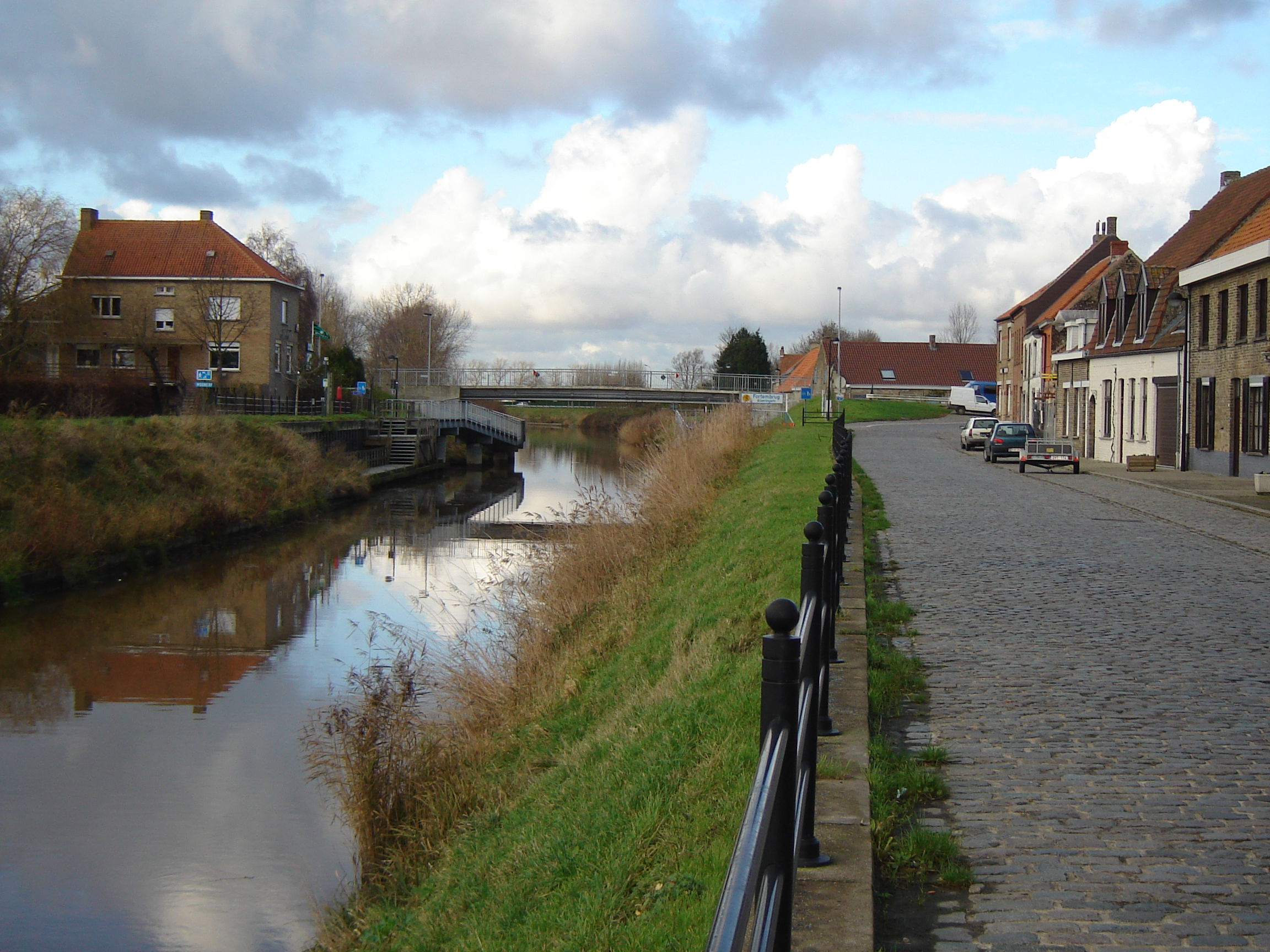
Lovaart prop del poble de Fortem

El Lovaart és un canal de Bèlgica d'una llargada de 14,329 km. Enllaça el canal Nieuwpoort-Duinkerke a la ciutat de Veurne amb el riu IJzer a Pollinkhove, un nucli de la ciutat Lo-Reninge.
El canal va excavar-se al segle xii. Des de l'inici, tenia dues funcions: el desguàs dels pòlders i el transport de mercaderies a una època o les carreteres eren poques i llur qualitat dolent. El 1622 el canal va apregonar-se. Avui el canal ha perdut la seva importància per a la navegació de mercaderies.

## Rescloses
| Rescloses        | Rescloses | Rescloses | Rescloses   | Rescloses      |
| ---------------- | --------- | --------- | ----------- | -------------- |
| Localitat        | llargada  | amplada   | profunditat | alçària llibre |
| Fintelesluis     | 47,40 m   | 5,20 m    | — m         | — m            |
| Slopgatsluis     | 24,50 m   | 3,30 m    | — m         | 2,50 m         |
| Steengrachtsluis | 24,00 m   | 3,25 m    | — m         | 2,50 m         |